# 김 바르바라
김 바르바라(金巴巴拉, 1805년 ~ 1839년 5월 27일)는 조선의 천주교 박해 때에 순교한 한국 천주교의 103위 성인 중에 한 사람이다. 세례명은 바르바라(Barbara)이다.
성녀 김 바르바라는 감옥에서 질병으로 죽은 순교자들 중에 한 명이다. 현석문 가롤로의 《기해일기》에 따르면, 60명 이상의 사람들이 감옥에서 고문과 질병으로 죽었다.
사실, 고문의 고통도 끔찍했지만, 매일의 수감 생활은 보다 더 심각하여 견딜 수 없었다. 그곳에는 온갖 종류의 고문을 견디며 용감히 신앙을 증언한 많은 사람들이 있었지만, 결국 굶주림과 목마름 때문에 굴복했다. 고작 하루에 두 줌의 밥만이 배식된 죄수들은 종종 그들 밑에 깔려 있는 짚을 뜯어 먹었다. 또한 많은 수의 사람들이 작은 옥방에 수감되었으므로, 질병이 생기고 빠르게 전염되는 것을 피할 수 없었다. 후일에 순교자로 죽은 다블뤼 주교는 감옥의 상황에 대하여 이렇게 기술했다.
| “ | 우리 천주교인들은 너무 빽빽히 수감되었기 때문에 다리를 펴고 자는 것 조차 하지 못하였다. 수감 생활의 고통에 비하면 고문의 고통은 아무것도 아니다. 설상가상으로 그들의 썩은 상처에서 풍기는 악취는 견딜 수 없었고 장티푸스가 발발해 몇 일 동안 여러 명이 사망하였다. | ” |

김 바르바라와 같은 사람들은 수감 생활의 극심한 고통을 경험하였다. 감옥에서 그들은 망나니의 칼로부터 순교의 영광을 얻을 수 있을 만큼 오래 살 수 있을지가 가장 큰 걱정이었다.

## 생애
김 바르바라는 경기도의 한 매우 가난한 집안에서 태어났다. 그녀의 가족은 천주교였지만, 매우 독실하지는 못하였다. 그녀는 13세 때, 한 부유한 천주교 집안인 황 마리아의 집에 하인으로 보내졌다. 거기서 그녀는 영적으로 하느님을 만났고 예수에 대한 그녀의 신앙심은 커져갔다. 그녀는 주의 가르침을 가슴에 새기고, 정직하며 근면하게 살았다. 그녀는 자신의 삶에 있어서의 주의 영광을 깊히 깨닫고 동정으로 살기를 결심했다.
하루는 그녀의 아버지가 그녀와 맺어줄 결혼 상대로 한 젊은 천주교 신자가 있다고 알려주러 왔다. 아버지가 딸에게 말했다. "매우 좋은 혼인 상대가 있는데, 우리는 이미 그 결혼에 동의했다. 그러니 너는 지금 시집갈 채비를 하거라." "저의 바람은 주님을 위하여 순결을 지키는 것입니다." "부부가 모두 신자라면 신앙 생활에 있어서 아무런 방해가 되지 않으며 이 결혼은 너에게 이로운 것이다. 그러니 고집부리지 말거라." 아버지의 말에 그녀는 그 결혼을 허락하는 것 외에는 다른 도리가 없었다.
그러나, 실상 그녀의 남편은 이교도였고, 그를 개종시키려는 그녀의 모든 노력은 허사로 돌아갔다. 그녀는 몇 명의 자식을 두었는데, 그들 중 한 명의 딸만 세례를 받게 했다. 그 부부 사이에 신앙의 다름은 많은 어려움을 낳았고, 그러한 문제들은 결코 해결되지 않았다. 그녀의 남편이 죽은 뒤에야 그녀는 기도와 선행에 전념할 수 있었다.
나라에 외국인 사제가 입국하므로 인해, 그녀는 더 열렬하고 행복한 신앙 생활을 영위할 수 있었다. 그녀는 1839년 3월에 체포되어 고문을 당했지만, 배교하기와 교우들의 이름을 대기를 거부했다. 그녀는 3개월의 수감 생활 동안, 고문과 굶주림, 목마름 그리고 질병을 견뎠다. 1839년 5월 27일, 그녀는 장티푸스에 걸려 35세의 나이로 감옥의 더러운 멍석 위에 누워 숨을 거두었다.

## 시복 · 시성
김 바르바라는 1925년 7월 5일에 로마 성 베드로 광장에서 교황 비오 11세가 집전한 79위 시복식을 통해 복자 품에 올랐고, 1984년 5월 6일에 서울특별시 여의도 광장에서 한국 천주교 창립 200주년을 기념하여 방한한 교황 요한 바오로 2세가 집전한 미사 중 이뤄진 103위 시성식을 통해 성인 품에 올랐다.

## 참고 문헌
- (영어) Catholic Bishop's Conference Of Korea. 103 Martryr Saints: 김 바르바라 Barbara Kim 보관됨 2014-10-06 - 웨이백 머신